# Foremost Terra Bus
Il Terra Bus è un autobus fuoristrada a 56 posti costruito dalla Foremost di Alberta, Canada. Concepito per l'uso misto su neve e strada, è dotato di 3 assi con pneumatici Goodyear "Terra Tires" a bassa pressione che, grazie alla sezione larga, consentono di procedere su superfici innevate senza affondare. La versione Antarctic si distingue per un maggiore isolamento termico della carrozzeria ed i finestrini più piccoli che consentono una minore dispersione del calore dalla cabina.